# Ciutat metropolitana de Milà
La Ciutat metropolitana de Milà (en italià Città metropolitana di Milano) és una ciutat metropolitana de la regió de la Llombardia a Itàlia. La seva capital és Milà.
Limita al nord amb la província de Varese i la província de Monza i Brianza, a l'est amb la província de Bèrgam, al sud-est de la província de Cremona i la província de Lodi, al sud-oest amb la província de Pavia i l'oest amb la província de Novara (Piemont). També inclou el municipi de San Colombano al Lambro, un enclavament entre les províncies de Lodi i Pavia.
Té una àrea de 1.575,65 km², i una població total de 3.215.524 Hab. (2016) Hi ha 134 municipis a la ciutat metropolitana.
L'1 gener 2015 va reemplaçar a la província de Milà.
No s'ha de confondre amb l'Àrea metropolitana de Milà.